# Fundacja Pro
Fundacja Pro – prawo do życia – stowarzyszenie pro-life działające w Polsce od 2005, w 2008 uzyskało status organizacji pożytku publicznego. Jej założycielem jest Mariusz Dzierżawski. Fundacja jest organizatorem antyaborcyjnej wystawy Wybierz życie, ogólnopolskiej akcji Szpitale bez aborterów, a także kampanii Stop pedofilii. 
Fundacja kilkukrotnie składała w sejmie podpisy pod projektami obywatelskich inicjatyw ustawodawczych, których celem było ograniczenie lub zakazanie wykonywania aborcji w Polsce, a także uniemożliwienie wprowadzania do polskich szkół edukacji seksualnej według standardów WHO.
W swojej działalności Fundacja wskazuje również na występowanie syndromu poaborcyjnego.

## Działalność fundacji

### Wystawa „Wybierz życie”
Od 2005 Fundacja Pro – prawo do życia przedstawia uliczną wystawę antyaborcyjną pod hasłem Wybierz życie; dotychczas zorganizowano ponad 300 takich wystaw, m.in. w Lublinie i Poznaniu. Na 14 dużych planszach przedstawiono fotografie usuniętych w wyniku aborcji ludzkich płodów zestawione m.in. ze zdjęciami ofiar wojennych. Ze względu na drastyczność i lokalizację w publicznie dostępnych i uczęszczanych miejscach wystawa wywołała kontrowersje, była kilkakrotnie niszczona, a jej organizatorzy stawali przed sądem. W obronie wystawy wypowiadali się przedstawiciele środowisk konserwatywnych i stowarzyszenia przeciwników aborcji (ruchy pro-life).
Poza ogólnymi antyaborcyjnymi hasłami, w wystawie pojawiają się następujące motywy:
- 4 plansze: zestawienie aborcji z ofiarami wojennymi: zagładą Ormian, czystkami etnicznymi w byłej Jugosławii, wojnami w Afryce;
- 2 plansze: zestawienie z obroną zwierząt;
- porównanie do eutanazji (ze zdjęciem Jacka Kevorkiana);
- porównanie usuniętego 24-tygodniowego płodu z 24-tygodniowym wcześniakiem w inkubatorze;
- billboard przedstawiający szczątki płodów zestawione ze zdjęciem Hitlera[10].

### Inicjatywy Ustawodawcze

#### Stop aborcji 2011
W 2011 Fundacja zebrała ponad 600 tys. podpisów pod obywatelskim projektem ustawy „Stop aborcji” całkowicie zakazującej aborcji w Polsce. Był to pierwszy w historii Polski projekt inicjatywy obywatelskiej zakładający całkowity zakaz przerywania ciąży, który poparło kilkaset tysięcy obywateli. Nie uzyskał on większości w Sejmie i został odrzucony.

#### Stop aborcji 2013
W 2013 roku Fundacja zebrała ponad 400 tys. podpisów pod obywatelskim projektem ustawy „Stop aborcji” wprowadzającym zakaz aborcji w przypadku gdy „badania prenatalne lub inne przesłanki medyczne wskazują na duże prawdopodobieństwo ciężkiego i nieodwracalnego upośledzenia płodu albo nieuleczalnej choroby zagrażającej jego życiu”. Głosowanie odbyło się 27.09.2013 r. Sejm, głosami PO, SLD i Ruchu Palikota odrzucił projekt ustawy w pierwszym czytaniu.

#### Stop aborcji 2016
W 2016 roku Fundacja zebrała ponad 450 tys. podpisów pod obywatelskim projektem ustawy „Stop aborcji”. Projekt ten oprócz wprowadzenia  całkowitego zakazu aborcji w Polsce przewidywał także zwiększenie wsparcia dla rodziców dzieci z niepełnosprawnościami, wprowadzenie refundacji świadczeń hospicyjnej opieki perinatalnej oraz przyspieszenie procedury adopcyjnej w przypadku dzieci z niepełnosprawnościami i poczętych w wyniku zgwałcenia. Projekt zakładał, że za spowodowanie śmierci poczętego dziecka groziłaby kara pozbawienia wolności od 3 miesięcy do lat 5; jeżeli sprawca działałby nieumyślnie, podlegałby karze pozbawienia wolności do lat 3. Jeżeli śmierć dziecka spowodowałaby jego matka, sąd mógłby zastosować wobec niej nadzwyczajne złagodzenie kary lub odstąpić od jej wymierzenia. W głosowaniu 23 września 2016 roku projekt został skierowany do dalszych prac w komisji. 6 października 2016 roku projekt był ponownie głosowany w Sejmie. Większość posłów PiS, a także opozycji, odrzuciła obywatelski projekt ustawy. Za jego odrzuceniem głosowało 352 posłów, przy 58 głosach przeciwnych i 18 wstrzymujących.

#### Stop pedofilii 2019
W 2019 roku Fundacja zebrała ponad 260 tys. podpisów pod obywatelskim projektem ustawy  „Stop pedofilii” zakładającym nowelizację art. 200b Kodeksu Karnego. Pierwsze czytanie projektu odbyło się 15.10.2019 r. Podczas głosowania w dniu 16.10.2019 r. projekt został skierowany do dalszych prac w komisji. Ze względu na koniec kadencji Sejmu projekt musiał być rozpatrywany na nowo. W głosowaniu, w dniu 16.04.2020 r. Sejm zdecydował o skierowaniu projektu do dalszych prac w komisji. Proponowana przez projekt zmiana zakłada dodanie do istniejących zapisów Kodeksu Karnego zakazu:
- publicznego propagowania lub pochwalania „podejmowania przez małoletniego obcowania płciowego” (§2);
- propagowania lub pochwalania „podejmowania przez małoletniego obcowania płciowego lub innej czynności seksualnej” w środowisku szkolnym lub w kontekście działań wychowawczo-dydaktycznych (§4), a zatem tam, gdzie dziecko pozostaje poza ochroną i poza bezpośrednim nadzorem rodziców[25][26].

### Kampania „Stop Pedofilii”
Fundacja angażuje się w kampanię, o nazwie „Stop Pedofilii”, polegającą o umieszczaniu na jeżdżących po różnych miastach w Polsce furgonetkach plakatów i głośnym odtwarzaniu sloganów (opartych o podważane badania Marka Regnerusa i Paula Camerona), wskazujących, że homoseksualność jest powiązana z pedofilią. Auta te zyskały w niektórych mediach przezwisko „homofobusy”. Marcin Napiórkowski na łamach Krytyki Politycznej, opisał jak, jego zdaniem, Fundacja Pro na stronie internetowej kampanii manipuluje przekazem przez przywoływanie niepowiązanych informacji, podawanie danych nieistniejących w cytowanych badaniach lub z nimi sprzecznych, oraz „przepisuje sensacyjne doniesienia z innych prawicowych portali” bez weryfikowania ich źródeł. Większość informacji przekazywanych przez Fundacje, została negatywnie zweryfikowana przez media i środowisko naukowe m.in.: Polskie Towarzystwo Seksuologiczne i Instytut Zdrowia Publicznego i uznana za homofobiczną. Na temat tej kampanii wypowiedział się również prof. Zbigniew Lew Starowicz, prezes Polskiego Towarzystwa Seksuologicznego:
Przypisywanie osobom homoseksualnym szczególnej – w porównaniu do heteroseksualnych – skłonności do seksualnego wykorzystania dzieci stanowi nieuprawnione nadużycie, a rozpowszechnianie skojarzenia między homoseksualnością a pedofilią jest domeną ludzi nieświadomych i niekompetentnych bądź też uprzedzonych do ludzi homoseksualnych i sprzeciwiających się prawom obywatelskim tych osób. Podtrzymywanie społecznego przekonania o szczególnej skłonności osób homoseksualnych do seksualnego wykorzystywania dzieci jest krzywdzące dla homoseksualnej części społeczeństwa, przyczynia się do niezwykłej trwałości uprzedzeń wobec tych osób i utrudnia pełne funkcjonowanie psychologiczne homoseksualnych obywatelek i obywateli.
Fundacja wydała także publikację w formie poradnika Jak powstrzymać pedofila? Poradnik dla rodziców i nauczycieli, w której pedofilia jest łączona z homoseksualizmem, a edukacja seksualna jest traktowana jak deprawacja moralna. Sprzeciw wobec prezentowanych w tej publikacji treści wyraziła Światowa Organizacja Zdrowia oraz polski Rzecznik Praw Obywatelskich.
Za Kampanię "Stop Pedofili" prezes fundacji został skazany wyrokiem Sądu Rejonowego w Gdańsku.

## Rozprawy sądowe przeciwko fundacji
Łukasz Wróbel, były prezes Fundacji Pro – prawo do życia, odpowiadał na zarzut umieszczenia w miejscu publicznym nieprzyzwoitych treści w czterech rozprawach sądowych z art. 51 § 1 lub 141 Kodeksu Wykroczeń. Sprawy dotyczące zarzutów były rozpatrywane przez sądy w Lublinie, Białymstoku, Łodzi i Opolu.
Łukasz Wróbel nie przyznawał się do winy i żądał uniewinnienia, zaś od zapadłych wyroków skazujących wnosił apelacje. Uważał, że prawo nie zostało złamane, wystawa pokazywała prawdę i stanowiła głos w publicznej dyskusji na temat przerywania ciąży. Wyroki skazujące określił jako przejaw represji i cenzury światopoglądowej. Ostatecznie wszystkie sprawy skończyły się wyrokiem uniewinniającym.

### Łódź
W Łodzi policja wystąpiła z wnioskiem o ukaranie autora wystawy, do której wpłynęły zawiadomienia od trojga Łodzian. Ich zdaniem zdjęcia były makabryczne i mogły mieć destrukcyjny wpływ na dzieci i dorosłych. We wrześniu 2005 łódzki sąd grodzki uznał, że Łukasz Wróbel jest winny wykroczenia i skazał go na miesiąc ograniczenia wolności w postaci 40 godzin nieodpłatnej pracy na cele społeczne. Wyrok zapadł na niejawnym posiedzeniu pod nieobecność oskarżonego i nie był prawomocny. Proces został wznowiony w styczniu 2006. W czasie trwania rozprawy 15 marca 2006 przed budynkiem Sądu Rejonowego odbyła się pikieta ok. 50 osób solidaryzujących się z oskarżonym. Po godzinie manifestanci rozeszli się na polecenie policji. W połowie sierpnia – przed ostatnią rozprawą – Prokuratura Okręgowa w Łodzi otrzymała z Ministerstwa Sprawiedliwości polecenie przystąpienia do tego postępowania, tym samym zastępując w procesie policję jako oskarżyciela publicznego. Prokuratura po przeanalizowaniu akt sprawy wniosła, podobnie jak i obrońca Wróbla, o uniewinnienie autora ekspozycji. Rozprawa zakończyła się 11 września 2006 wyrokiem uniewinniającym: sąd uznał, że wystawa nie była nieprzyzwoita ani nie wywołała powszechnego oburzenia społecznego.

### Lublin
Sąd Rejonowy w Lublinie, XV Wydział Grodzki w Lublinie 1 czerwca 2006 uznał Łukasza Wróbla za winnego popełnienia wykroczenia z art. 51 § 1 Kodeksu Wykroczeń i wymierzył mu karę grzywny 2000 zł grzywny. Wyrok został uchylony 25 października 2006 przez V Wydział Odwoławczy, a sprawa przekazana do ponownego rozpoznania. W dniu 10 stycznia 2007 zapadł wyrok uniewinniający.

### Białystok
Sąd grodzki w Białymstoku, opierając się na opinii biegłego psychologa, uznał, że wystawa prezentowała treści drastyczne, które mogły u oglądających, zwłaszcza u dzieci, wywołać szok i zgorszenie. Sąd uznał oskarżonego winnym zarzutów 7 czerwca 2006, lecz na wniosek prokuratora odstąpił od wymierzenia kary, biorąc pod uwagę motywację organizatora. V Wydział Odwoławczy wyrokiem z 7 grudnia 2006 zmienił ten wyrok i uniewinnił Łukasza Wróbla.

### Opole
Sprawę wystawy zgłosił na policję poseł Tomasz Garbowski. Łukasz Wróbel stanął przed sądem pod zarzutem popełnienia wykroczenia polegającego na wywołaniu zgorszenia w miejscu publicznym; 26 marca 2008 zapadł wyrok uniewinniający.

### Gdańsk
Działacze fundacji „Pro-Prawo do życia” zostali skazani prawomocnie przez Sąd Okręgowy w Gdańsku za zakłócanie „Pikniku Tęczowych Rodzin” i za niezastosowanie się do polecenia rozejścia po rozwiązaniu zgromadzenia zorganizowanego przez działaczy fundacji „Pro-Prawo do życia”. W „Pikniku Tęczowych Rodzin” uczestniczyły rodzin osób homoseksualnych, głównie par lesbijek ze swoimi dziećmi. Wydarzanie to było częścią corocznie odbywającego się w Trójmieście Festiwalu Tęczowych Rodzin. Jak donosiła trojmiasto.wyborcza.pl:

Kiedy w klubie na plaży bawiło się ok. 40 małych dzieci z tęczowych rodzin, narodowcy otoczyli klub i zaczęli zagłuszać piknik obraźliwymi wyzwiskami i głośną muzyką puszczaną z głośników, m.in. utworem „Pochód degeneratów”. Mieli też ze sobą transparenty o treści: „Nigdy nie będziecie prawdziwą rodziną”. Były też okrzyki o „dewiacji” i „obrzydlistwach” oraz o tym, że „pedałów trzeba zap...ć”.

Sąd orzekł, że oskarżeni naruszyli przepisy prawa o zgromadzeniach (art. 52 § 3 pkt 3 Kodeksu wykroczeń) Osiem osób oskarżonych zostało ukaranych grzywną w wysokości 500 zł, a przewodniczący zgromadzenia Damian S. został ukarany grzywną w wysokości 1,5 tys. zł. 

#### Drugi wyrok w Gdańsku
22 marca 2023 Sąd Rejonowy w Gdańsku, uznał Mariusza Dzierżawskiego (obecnego prezesa fundacji), winnego szerzeniu nienawiści i tym samym skazał go na rok pozbawienia wolności poprzez wykonywanie nie odpłatnych prac społecznych, oraz zobowiązał go do przeprosin osób LGBTQ+ oraz zobowiązał go do wpłaty 15 tys. zł nawiązki, na rzecz Polskiej Akcji Humanitarnej. Sprawa dotyczy kampanii "Stop Pedofili". W uzasadnieniu wyroku Sędzia S.R. Małgorzata Uszacka, powtórzyła po raz kolejny: 
"Badania Marka Regenerusa i Paula Camerona, na które konsekwentnie powołuje się fundacja w swojej kampanii wymierzonej w społeczność LGBTQIA+, nie przynależą do kanonu nauki, a hasła i cel kampanii mają charakter szkalujący, poniżający, i wymierzony w dobre imię - zarówno osób prywatnych, jak i queerowych organizacji. Działania Mariusza Dzierżawskiego w sposób rażący przekraczały też wolność słowa." 
W ocenie Sądu przekazy w ramach kampanii należy uznać za mowę nienawiści.

## Incydenty
13 lutego 2013 Prokurator Rejonowy w Słubicach wszczął śledztwo „w sprawie przekroczenia uprawnień przez funkcjonariuszy Policji w Kostrzynie nad Odrą w dniu 2 sierpnia 2012, a polegającym na rozproszeniu przemocą legalnego zgromadzenia poprzez pozbawienie wolności uczestników zgromadzenia zorganizowanego przez Fundację Pro”. Policjanci żądali od pikietujących zezwolenia ze strony urzędu gminy, co w opinii Sądu Rejonowego w Słubicach było „absurdalne”.
17 grudnia 2020 roku Krakowski Sąd Rejonowy ogłosił wyrok w sprawie naruszenia nietykalności cielesnej działacza Fundacji Pro – prawo do życia przez Macieja Maleńczuka. Zdarzenie miało miejsce w 2016 roku na Rynku Głównym w Krakowie. Sąd uznał oskarżonego winnym zarzucanego mu czynu. Artysta został skazany na sześć tysięcy złotych grzywny oraz tysiąc złotych zadośćuczynienia na rzecz pokrzywdzonego. Ma także pokryć koszty zastępstwa procesowego strony przeciwnej. Wyrok jest nieprawomocny.